# Ribiška družina Murska Sobota
Ribiška družina Murska Sobota je ena izmed štiriinšestdesetih ribiških družin v Ribiški zvezi Slovenije, organiziranih po Zakonu o društvih in delujočih po Zakonu o sladkovodnem ribištvu. Kot tudi ostale družine v Sloveniji je Ribiška družina Murska Sobota nevladno in neprofitno združenje fizičnih oseb, ki ima sklenjeno koncesijsko pogodbo za izvajanje ribiškega upravljanja v ribiških okoliših v imenu države.

## Nastanek
Prvi občni zbor novoustanovljene Ribiške družine Murska Sobota je potekal 10. maja 1959, ko so sprejeli pravila o njenem delovanju. Istega leta je republiški sekretariat za kmetijstvo družini dodelil ribiški okoliš. Preden je ribiška družina nastala je bilo za vode v prekmurskem območju sprva zadolženo mariborsko ribarsko društvo, nato pa ribarska zadruga Ljutomer. Leta 1974 so ob Soboškem jezeru zgradili ribiški dom za potrebe zasedanj in drugih dogodkov. Zaradi vse večjega števila članov so se aktivirali na vseh področjih, predvsem pomembni sta postali varovanje okolja in čuvajska služba.

## Revirji
Murskosoboška ribiška družina upravlja z naslednjimi ribolovnimi revirji:
| Št. revirja | Naziv revirja                         | Približna velikost (ha) |
| 1           | Reka MURA in rokavi                   | 88                      |
| 2           | LEDAVA s pritoki (brez jezera Krašči) | 18                      |
| 3           | Jezero KRAŠČI                         | 27                      |
| 4           | Gramoznica SATAHOVCI                  | 3                       |
| 5           | Gramoznica GANČANI                    | 2                       |
| 8           | Gramoznica LIPA                       | 2                       |
| 9           | Gramoznica BELTINCI                   | 1,5                     |
| 10          | Gramoznica KUPŠINCI                   | 2,5                     |
| 12          | Gramoznica SOBOŠKO JEZERO             | 60                      |
| 13          | Gramoznica IVANJCI                    | 25                      |
| 14          | Gramoznica KROG –velika               | 32                      |
| 15          | Gramoznica LIPOVCI                    | 5                       |
| 16          | Gramoznica BAKOVCI – ob igrišču       | 5                       |
| 20          | Gramoznica RENKOVCI                   | 1,5                     |
| 21          | Gramoznica FILOVCI                    | 2,5                     |
| 28          | Gramoznica DOKLEŽOVJE – CP            | 20                      |
| 32          | Gramoznica BAKOVCI – stara            | 2,5                     |
| 34          | Gramoznica DOKLEŽOVJE – Katika        | 2                       |
| 35          | Gramoznica DOKLEŽOVJE – Taškan        | 2,5                     |
| 37          | Gramoznica KROG – avtošolska          | 4                       |
| 45          | Zajetje HODOŠ                         | 13                      |
| 49          | Gramoznica TEŠANOVCI                  | 1                       |

## Delovanje
Družina deluje z namenom prostovoljnega združevanja občanov, da upravljajo z ribiškim okolišem, izvajajo ribolovne in ribogojne dejavnosti ter varujejo porečja, vodnih in obvodnih sistemov na območju soboškega okoliša. Zaradi boljšega, hitrejšega in cenejšega upravljanja je družina razdeljena v temeljne enote Murska Sobota, Bakovci, Beltinci in Goričko. Predsednik ribiške družine je Aleš Horvat, tajnik Saša Matulic, vodja čuvajev pa Simon Čiček. Ribiška družina šteje okrog 350 članov. Člani se imajo možnost prostovoljno priključiti dvema internima sekcijama, ki delujeta znotraj okvirjev Ribiške družina Murska Sobota.

### Kraparska sekcija
Ena od internih sekcij, ki deluje znotraj Ribiške družine Murska Sobota je kraparska sekcija. Čeprav je obstajala že v preteklosti, nekaj let ni delovala. Ponovno je aktivna od leta 2016 naprej, ko so jo ustanovili na novo. Predsednik kraparske sekcije je Dejan Bukovec, v njej pa aktivno sodeluje osemnajst članov. Njihov namen je poučiti ljudi o sodobnem načinu krapolova, ki se imenuje »ujemi in spusti« (ang: catch and release). Pri akcijah v okviru upravljanja z ribiškim okolišem so med najbolj aktivnimi v družini. Večkrat letno organizirajo delovne akcije, pri kateri čistijo okolico in urejajo ribolovna mesta. 

### Sekcija za vijačenje
Druga interna sekcija v družini je Sekcija za vijačenje. Člani znotraj sekcije se prostovoljno povezujejo in delujejo v okviru Ribiške družine Murska Sobota. Njihov glavni namen je promocija ribolovnega turizma lova rib roparic s tehniko vijačenja z uporabo umetnih vab. Podobno kot kraparska sekcija tudi oni spodbujajo širjenje ribiške etike, pozitivnih vrednot ter odnosa do narave in vodnega življa. 

## Ribolovni režim
Ribolov na območju pod nadzorom murskosoboške ribiške družine poteka po enakem principu kot po celotni Sloveniji, v skladu s Pravilnikom o ribolovnem režimu v ribolovnih vodah. Dovoljen je samo z ribolovno dovolilnico. Onesnaževanje in puščanje odpadkov ob vodi se obravnava kot hujši disciplinski prekršek. Obvezno je beleženje datuma ribolova ter vrsto, število in težo ulovljenih rib. Na vseh vodah je ribolov dovoljen do zamrznitve. 